# Basileios av Ostrog
Basileios av Ostrog (serbisk kyrilliska: Василије Острошки; latinska: Vasilije Ostroški; kyrkslaviska: Васї́лїй Ѻстрожскїй), född som Stojan Jovanović (Стојан Јовановић) den 28 december 1610, död 29 april 1671, var en serbisk-ortodox munk och biskop. Han är idag ett helgon inom den Östortodoxa kyrkan.
Hans helgondag firas den 12 maj enligt den gregorianska kalendern (29 april enligt den julianska kalendern).

## Biografi
Basileios av Ostrog föddes som Stojan Jovanović av Ana och Petar Stojanović i Popovo Polje, belägen i byn Mrkonjići som under den tiden var ockuperat av Osmanska riket. Idag ligger byn i den södra delen av entiteten Serbiska republiken i Bosnien och Hercegovina.
Jovanovićs föräldrar tog honom till Zavalaklostret när han var ung, där hans farbror bodde och var munk.
Efteråt flyttade Jovanović till Tvrdošklostret, där han någonstans mellan 1630 och 1635 blev munk och fick namnet Vasilije.
På grund av dåliga förhållanden lämnade han Tvrdošklostret och åkte till Serbiska patriarkatet i Peć, som var ett östortodoxt patriarkat som existerade mellan 1346 och 1463 och igen mellan 1557 och 1766, för att träffa patriark Paisius.
Paisius höll först Vasilije hos sig i flera dagar och frågade om läget i Hercegovina, som då var under attacker från den Romersk-katolska kyrkan. Efter Paisius välsignelse kunde Vasilije senare resa till berget Athos som ligger i nuvarande Grekland.
Strax efter att Vasilije kom hem från Athos vigdes han Basilius till biskop, troligen någonstans mellan 1630 och 1639. Hans fullständiga titel blev Metropolit Basileios av Zahumlje.
Efter Vasilijes bortgång 1671 finns hans både grav och reliker bevarade i Ostrogklostret i Danilovgrad i Montenegro.

## Kyrkor uppkallade efter Basileios
Det finns flera kyrkor och kloster som är uppkallade efter Basileios. Här nämns några exempel:
- Sankt Basileios av Ostrogs kyrka i Beočin, Serbien
- Sankt Basileios av Ostrogs kyrka i Šabac, Serbien
- Sankt Basileios av Ostrogs kyrka i Nya Belgrad, Serbien
- Sankt Basileios av Ostrogs kloster i Bijeljina, Bosnien och Hercegovina
- Ostrogklostret i Danilovgrad, Montenegro

## Bilder

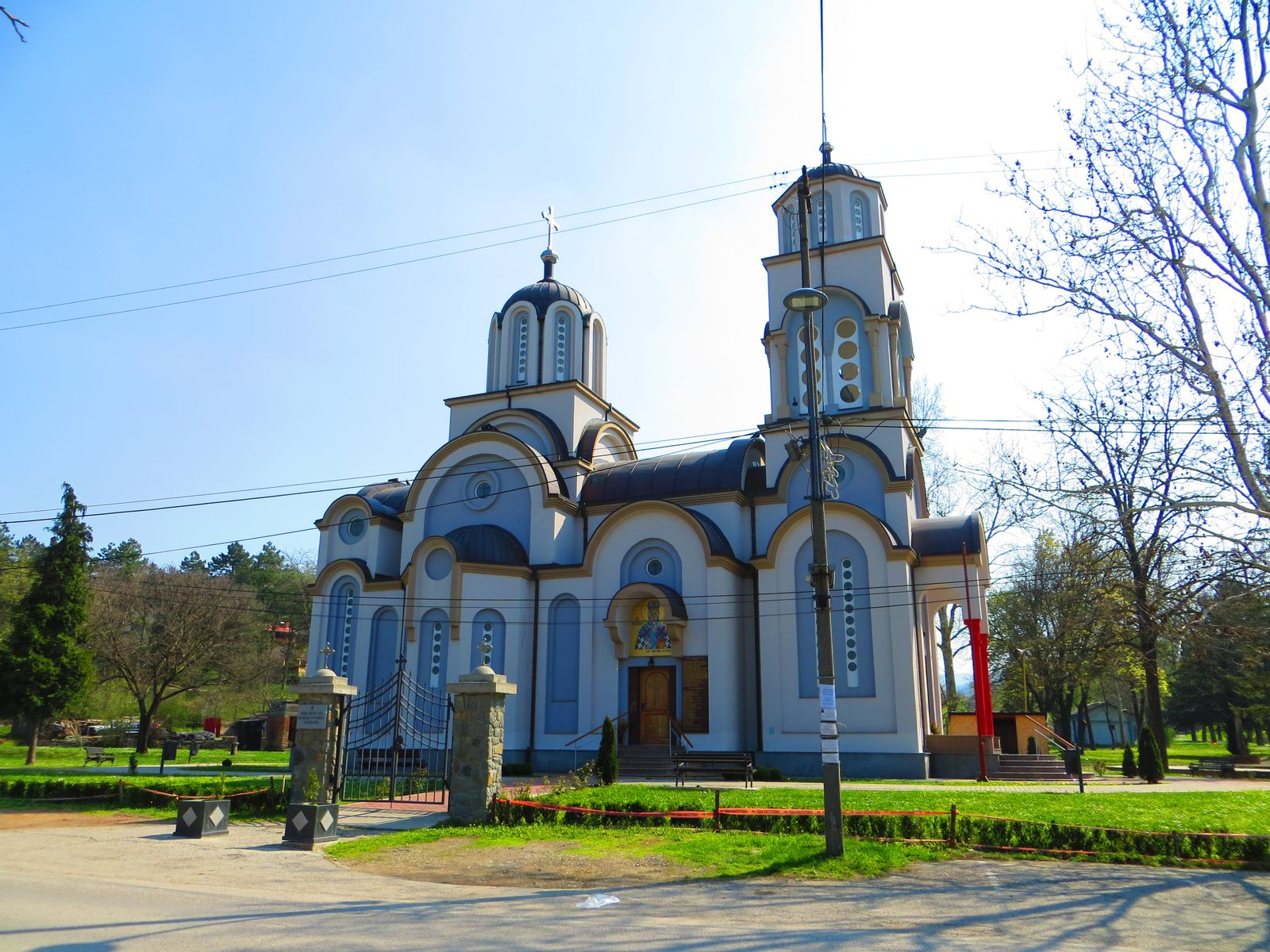
Sankt Basileios av Ostrogs kyrka i Beočin, exempel på en kyrka helgad åt Basileios.